# مارجاريته تسور بينتلاجه
مارجاريته تسور بينتلاجه Margarete zur Bentlage (ولدت في ضيعة بينتلاجه القريبة من مينسلاجه في مارس 1891- ماتت في جارمش بارتنكيرش في فبراير 1954) «تعرف أيضا ب مارجاريته شيستل بينتلاجه» هي كاتبة روائية ألمانية.

## حياتها
تزوجت مارجاريته مرتين، الأولى من الرسام رودولف شيستل، وبعد موته في عام 1931 تزوجت بالناشر باول فالتر ليست.
وتدور رواياتها وقصصها حول موضوعات تدور في منطقة نشأتها في فيستفالن. وقد صدرت روايتها «لصوص وجنود» Räuber und Soldaten، في دار نشر ليست في عام 1944, وقد صدرت أيضا ضمن قائمة الأعمال الأدبية المنتقاة، ضمن مطبوعات الإدارة الألمانية للثقافة الشعبية، في منطقة الحماية السوفيتية في عام 1946.

## أعمالها
1. تحت أشجار البلوط 1933
2. المستنقع الأزرق 1934
3. أغنية الحب ونشوته 1936
4. الخطيبة 1938
5. أسرار حول هونيبروك 1943
6. لصوص وجنود 1944
7. أشعة شمس خلال السحاب 1946
8. على حافة المدينة 1949
9. البيت ذو الألف نافذة 1954
10. مارجاريه تسور بينتلاجه تحكي 1962